# Pantecphylus aequatori
Pantecphylus aequatori är en insektsart som beskrevs av Schmidt, G.H. 2006. Pantecphylus aequatori ingår i släktet Pantecphylus och familjen vårtbitare. Inga underarter finns listade i Catalogue of Life.